# Raedersheim
Raedersheim (deutsch Rädersheim) ist eine französische Gemeinde mit 1154 Einwohnern (Stand 1. Januar 2022) im Département Haut-Rhin in der Region Grand Est (bis 2015 Elsass). Sie gehört zum Arrondissement Thann-Guebwiller, zum Kanton Guebwiller und zum Gemeindeverband Région de Guebwiller.

## Literatur

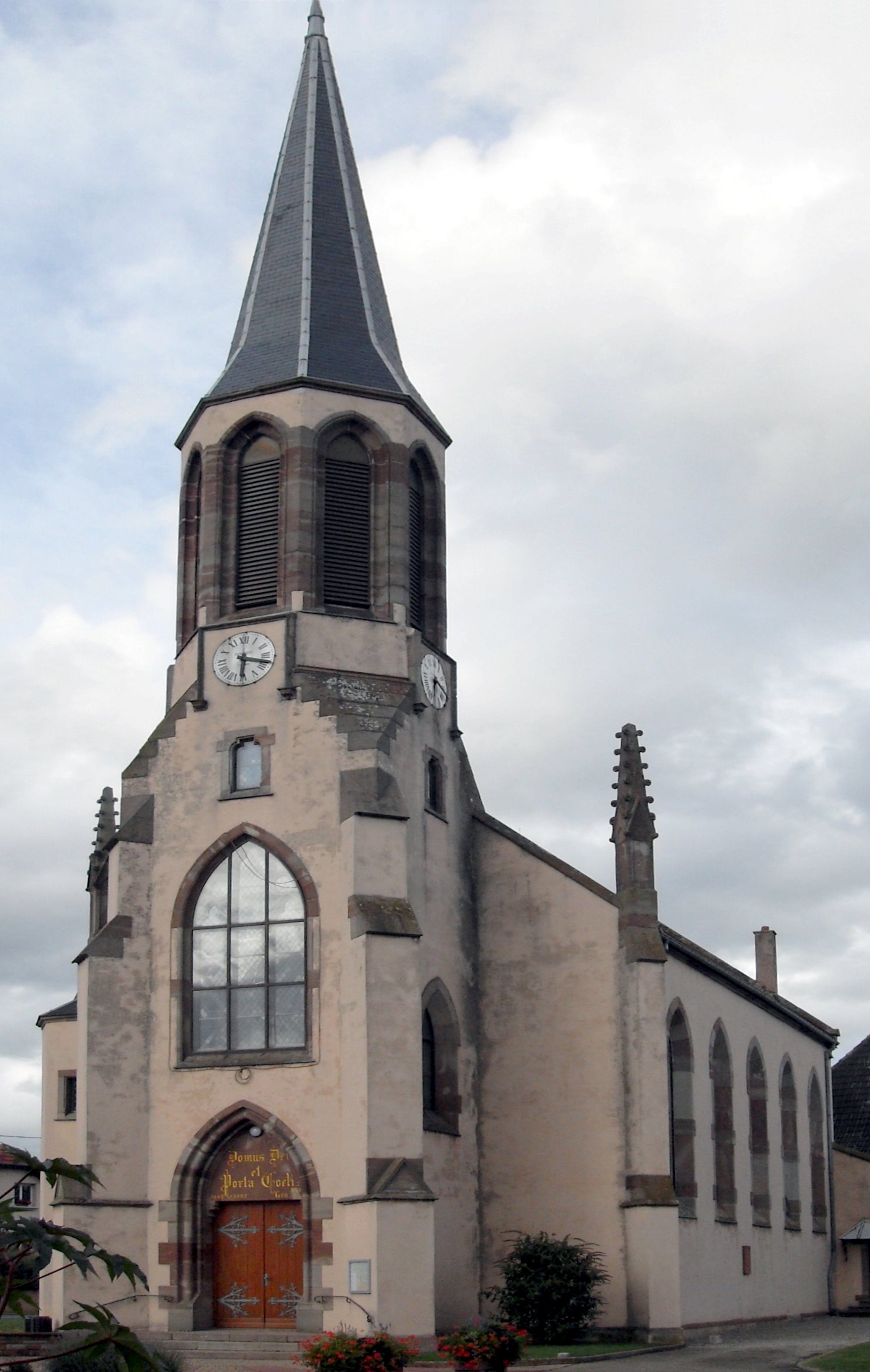
Kirche Saints-Prix-et-Amarin

## Bevölkerungsentwicklung
| 1962 | 1968 | 1975 | 1982 | 1990 | 1999 | 2006 | 2017 |
| ---- | ---- | ---- | ---- | ---- | ---- | ---- | ---- |
| 352  | 411  | 420  | 521  | 807  | 967  | 1095 | 1108 |